# Augustus FitzGerald
Augustus Frederick FitzGerald (ur. 21 sierpnia 1791, zm. 10 października 1874) – brytyjski arystokrata irlandzkiego pochodzenia, syn Williama FitzGeralda, 2. księcia Leinster i Emilii St. George, córki 1. barona St. George.
Tytuł książęcy odziedziczył po śmierci swojego ojca w 1804 r. Od tamtej pory miał prawo do zasiadania w Izbie Lordów. W latach 1811–1812 odbył podróż po Europie. W 1819 r. został Custos Rotulorum hrabstwa Kildare, a w 1831 r. Lordem Namiestnikiem tego hrabstwa. Był również członkiem Tajnej Rady. Aktywnie zajmował się sprawami Kildare – edukacją, kwestią katolików, czy administracją lokalną. Na forum Izby Lordów domagał się rozszerzenia na Irlandię praw dla ubogich. Związany z wigami (później Partią Liberalną) sprzeciwiał się projektom torysów ochrony pozycji protestantów w Irlandii.
Zenit kariery księcia przypadł na lata 1846–1849, kiedy to został przywódcą irlandzkich wigów oraz otrzymał urząd Lorda Sprawiedliwości. Przewodniczył również Królewskiemu Stowarzyszeniu Na Rzecz Usprawnienia Rolnictwa w Irlandii. Był również zaangażowany w działalność Dublińskiego Komitetu Pomocy Socjalnej, czy też Komitetu Nawigacyjnego. Książę Leinster był również doradcą rządów liberalnych (jak np. lorda Russella) ds. irlandzkich. W 1848 r. odmówił przyjęcia Orderu Podwiązki.
Po 1849 r. zrezygnował z szerszego udziału w życiu politycznym Zjednoczonego Królestwa, koncentrując się na wewnętrznych sprawach Irlandii, głównie pozycją Kościoła katolickiego. W 1868 r. przyjmował księcia Walii, który przebywał z wizytą w Irlandii.
Książę należał również do różnych wolnomularskich stowarzyszeń. Był Wielkim Przeorem Zakonu Rycerzy Świątyni w Irlandii i Wielkim Mistrzem Loży Masońskiej w Irlandii.
16 czerwca 1818 r. poślubił Charlotte Augustę Stanhope (zm. 15 lutego 1859), córkę Charlesa Stanhope’a, 3. hrabiego Harrington i Jane Flemning, córki sir Johna Fleminga, 1. baroneta. Augustus i Charlotte mieli razem trzech synów i córkę:
- Charles William FitzGerald (30 marca 1819 – 10 lutego 1887), 4. książę Leinster
- kapitan Gerald FitzGerald (6 stycznia 1821 – 23 września 1886), ożenił się z Anne Barker, miał dzieci
- Jane FitzGerald (1824 – 3 listopada 1898), żona George’a Reptona, nie miała dzieci
- Otho Augustus FitzGerald (10 października 1827 – 19 listopada 1882)